# Navianos de Valverde
Navianos de Valverde – gmina w Hiszpanii, w prowincji Zamora, w Kastylii i León, o powierzchni 14,12 km². W 2011 roku gmina liczyła 205 mieszkańców.